# 넬리 카림
넬리 카림(아랍어: نيللي كريم, 영어: Nelly Karim, 1974년 12월 18일 ~ )은 이집트의 배우, 모델, 발레리나이다.

## 출연 작품
- 어 데이 포 우먼 (2016)
- 충돌: 아랍의 봄, 그 이후 (2016)
- 678 (2010)
- 원-제로 (2009)
- 알렉산드리아... 뉴욕 (2004)